# Église protestante d'Anhalt

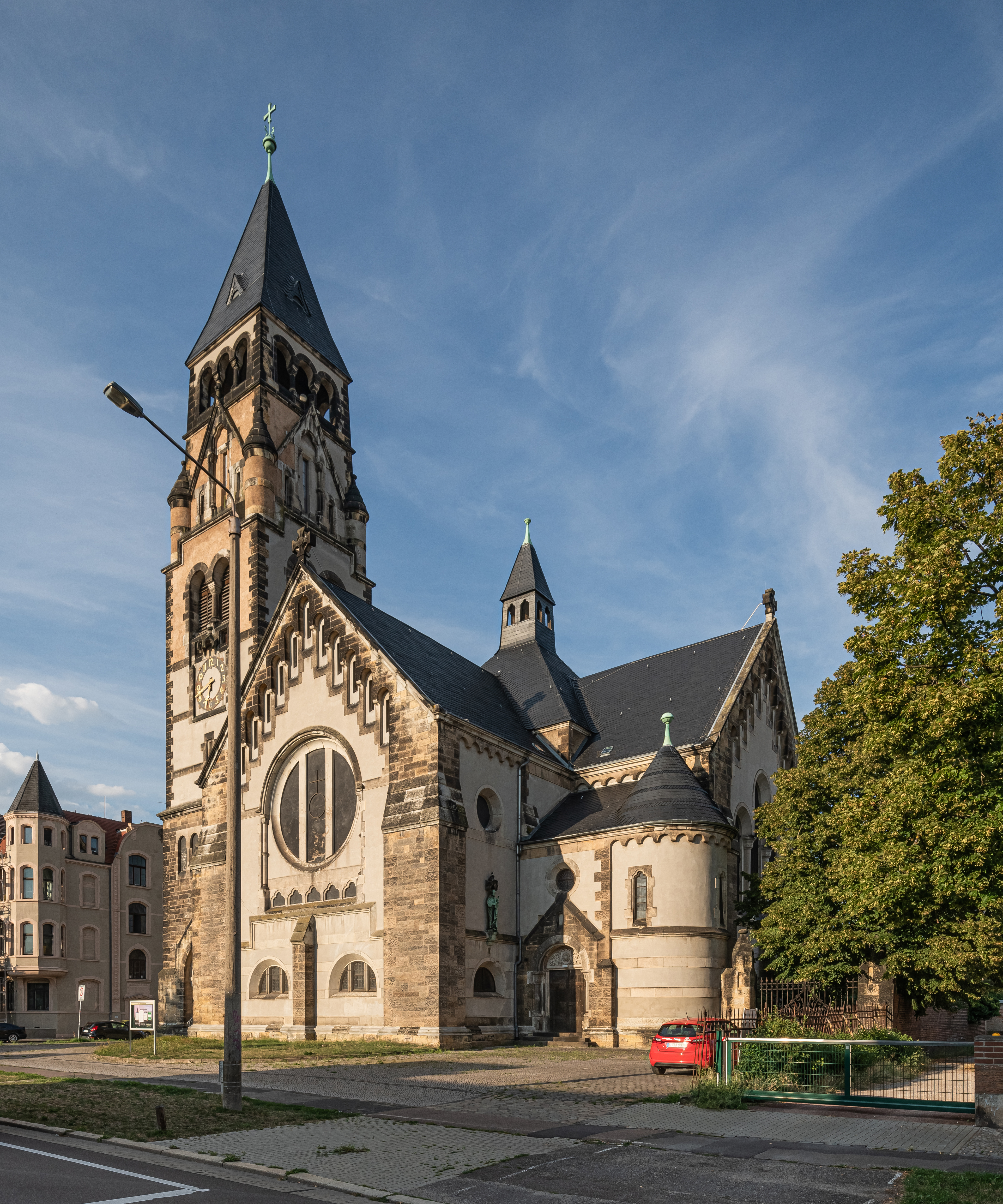
Petruskirche à Dessau-Roßlau

L’Église protestante d’Anhalt (en allemand : Evangelische Landeskirche Anhalts) est l’une des vingt Églises membres de l’Église protestante en Allemagne. 
Son siège est établi à Dessau-Roßlau, en Saxe-Anhalt, dans l’ancien duché d'Anhalt.